# Liste der Kulturdenkmäler in Höchst im Odenwald
Die folgende Liste enthält die in der Denkmaltopographie ausgewiesenen Kulturdenkmäler auf dem Gebiet  der Gemeinde Höchst im Odenwald, Odenwaldkreis, Hessen.
Hinweis: Die Reihenfolge der Denkmäler in dieser Liste orientiert sich zunächst an Ortsteilen und anschließend der Anschrift, alternativ ist sie auch nach der Bezeichnung, der vom Landesamt für Denkmalpflege vergebenen Nummer oder der Bauzeit sortierbar.
Kulturdenkmäler werden fortlaufend im Denkmalverzeichnis des Landes Hessen durch das Landesamt für Denkmalpflege Hessen auf Basis des Hessischen Denkmalschutzgesetzes (HDSchG) geführt. Die Schutzwürdigkeit eines Kulturdenkmals hängt nicht von der Eintragung in das Denkmalverzeichnis des Landes Hessen oder der Veröffentlichung in der Denkmaltopographie ab.

Das Vorhandensein oder Fehlen eines Objekts in dieser Liste ist keine rechtsverbindliche Auskunft darüber, ob es Kulturdenkmal ist oder nicht: Diese Liste entspricht möglicherweise nicht dem aktuellen Stand der offiziellen Denkmaltopographie. Diese ist für Hessen in den entsprechenden Bänden der Denkmaltopographie Bundesrepublik Deutschland und im Internet unter DenkXweb – Kulturdenkmäler in Hessen einsehbar. Auch diese Quellen sind, obwohl sie durch das Landesamt für Denkmalpflege Hessen aktualisiert werden, nicht immer aktuell, da es im Denkmalbestand immer wieder Änderungen gibt.
Eine verbindliche Auskunft erteilt allein das Landesamt für Denkmalpflege Hessen.
Nutze diese Kartenansicht, um Koordinaten in der Liste zu setzen. In dieser Kartenansicht sind Kulturdenkmale ohne Koordinaten mit einem roten bzw. orangen Marker dargestellt und können in der Karte gesetzt werden. Kulturdenkmale ohne Bild sind mit einem blauen bzw. roten Marker gekennzeichnet, Kulturdenkmale mit Bild mit einem grünen bzw. orangen Marker.

## Kulturdenkmäler nach Ortsteilen

### Annelsbach
| Bild       | Bezeichnung | Lage                                                     | Beschreibung | Bauzeit | Objekt-Nr. |
| ---------- | ----------- | -------------------------------------------------------- | ------------ | ------- | ---------- |
|            |             | Annelsbacher Tal 36 LageFlur: 1, Flurstück: 96/2         |              |         | 11217 DDB  |
| Steinkreuz | Steinkreuz  | Krautäcker (Annelsbacher Tal) LageFlur: 1, Flurstück: 83 |              |         | 11219 DDB  |

### Dusenbach
| Bild                                                                            | Bezeichnung                            | Lage                                       | Beschreibung                                                                                    | Bauzeit        | Objekt-Nr. |
| ------------------------------------------------------------------------------- | -------------------------------------- | ------------------------------------------ | ----------------------------------------------------------------------------------------------- | -------------- | ---------- |
| Höchst i.Odw. - Ortsteil Dusenbach, Gesamtanlage                                | Gesamtanlage Dusenbach                 | Gesamtanlage Lage                          |                                                                                                 |                | 11221 DDB  |
| Höchst i.Odw. - Dusenbach / Kastellstraße 1                                     | Verschindeltes Fachwerkwohnhaus        | Kastellstraße 1 LageFlur: 1, Flurstück: 22 | Zweistöckiges ganzseitig holzverschindeltes Fachwerk-Wohnhaus eines stattlichen Dreiseitenhofes | Mitte 19. Jh.  | 11222 DDB  |
| Höchst i.Odw. - Dusenbach / Mainstraße 47 (Fischerhaus)                         | Hirtenhaus                             | Mainstraße 47 LageFlur: 1, Flurstück: 9    | Ehemaliges Hirtenhaus (sogenanntes „Fischerhaus“)                                               | 1717           | 11223 DDB  |
| Höchst i.Odw. - Dusenbach / Mainstraße 52, vor dem Haus ein gemauerter Backofen | Ganzseitig verschindeltes Fachwerkhaus | Mainstraße 52 LageFlur: 3, Flurstück: 42   | Zweistöckiges, ganzseitig verschindeltes Wohnhaus einer großen Hofreite                         | spätes 18. Jh. | 11224 DDB  |

### Hassenroth
| Bild                                                | Bezeichnung                           | Lage                                    | Beschreibung | Bauzeit   | Objekt-Nr. |
| --------------------------------------------------- | ------------------------------------- | --------------------------------------- | --- | --------- | ---------- |
|                                                     |                                       | Am Teich 2 LageFlur: 1, Flurstück: 2/5  | |           | 11226 DDB  |
| Höchst i.Odw. - Hassenroth / Kirchweg 8, ev. Kirche | Evangelische Kirche Hering-Hassenroth | Kirchweg 8 LageFlur: 2, Flurstück: 87   | Der Grundriss der evangelischen Kirche besteht aus zwei gegeneinander verschobenen Dreiecken und wird von zeltartigen Dächern gekrönt. Der Architekt des technisch anmutenden Bauwerks war Paulfriedrich Posenenske. | 1964–1967 | 641138     |
| Ehemaliger Laufbrunnen                              | Ehemaliger Laufbrunnen                | Weiherstraße LageFlur: 2, Flurstück: 57 | |           | 11227 DDB  |

### Hetschbach
| Bild | Bezeichnung                    | Lage | Beschreibung                                                                            | Bauzeit   | Objekt-Nr. |
| --- | ------------------------------ | --- | --------------------------------------------------------------------------------------- | --------- | ---------- |
| Höchst i.Odw. - Hetschbach / Bergstraße 1                                                                  | Geschlossene Hofreite          | Bergstraße 1 LageFlur: 2, Flurstück: 2/1 | Geschlossene Hofreite                                                                   |           | 11229 DDB  |
| Höchst i.Odw. - Hetschbach / Eingang zum Frau Nauses-Eisenbahntunnel mit einem Triebwagen der Odenwaldbahn | Frau-Nauses–Tunnel             | Ortslage LageFlur: 1, Flurstück: 50 | Die 1250 m lange Tunnelröhre entstand 1870 beim Bau der Eisenbahn von Hanau nach Erbach | 1870      | 952484     |
| Höchst i.Odw. - Hetschbach / Eingleisige Bahnstrecke der Odenwaldbahn                                      | Odenwaldbahn 1, Mümlingtalbahn | Bundesstraße 45, Das Röhrichsfeld, Die Ackersgrabenäcker, Die Weidtannen, Hägberg, In der Russemich, Ober dem, Ziegelgraben und Rondellstraße 34 LageFlur: 1, 3, 5, Flurstück: 50, 11, 13, 15/1, 19/1, 9, 18, 2, 3, 30, 31, 4, 88, 89, 90 | Streckennummer DB 4113                                                                  | 1868–1875 | 953531 DDB |

### Höchst
| Bild                                                                                          | Bezeichnung                                    | Lage | Beschreibung | Bauzeit               | Objekt-Nr. |
| --------------------------------------------------------------------------------------------- | ---------------------------------------------- | --- | --- | --------------------- | ---------- |
|                                                                                               |                                                | Am Galgenberg 1 LageFlur: 1, Flurstück: 135/1 | |                       | 11183 DDB  |
| Ehemaliges Zenthaus und Amtsgericht                                                           | Ehemaliges Zenthaus und Amtsgericht            | Aschaffenburger Straße 2 LageFlur: 1, Flurstück: 20/2                                                                                                  | | 1577                  | 11184 DDB  |
| Bild gesucht BW                                                                               | Sachteil: Barockportal                         | Aschaffenburger Straße 4 LageFlur: 1, Flurstück: 22/7                                                                                                  | |                       | 11185 DDB  |
|                                                                                               |                                                | Aschaffenburger Straße 13 LageFlur: 23, Flurstück: 243                                                                                                 | Als Schule erbaut, von den 1960er Jahren bis 1980 als Rathaus genutzt. | 1880                  | 11186 DDB  |
|                                                                                               |                                                | Bachgasse 18 LageFlur: 1, Flurstück: 130/1 | |                       | 11187 DDB  |
| Villa                                                                                         |                                                | Bahnhofstraße 9 LageFlur: 2, Flurstück: 43/1 | Das eineinhalbstöckige Sandsteingebäude wurde in der Art der Loire-Renaissance erbaut. Erbauer war der Finanzrat Rühl der, als Besitzer eines Sandsteinbruchs, beim Bau der Eisenbahn zu Wohlstand gekommen war. | 1900                  | 11188 DDB  |
| Höchst i.Odw. / Bahnhofstraße 19                                                              | Klassizistisches Gebäude                       | Bahnhofstraße 19 LageFlur: 2, Flurstück: 15/2 | Spätklassizistisches Sandsteingebäude. Ältestes Haus in der Bahnhofstraße | 1872                  | 11189 DDB  |
| Höchst i.Odw. / Bahnhof, Bahnhofstraße 31                                                     | Bahnhof                                        | Bahnhofstraße 31 LageFlur: 10, Flurstück: 230 | Der Bahnhof liegt an der am 24.12.1871 eröffneten Teilstrecke der Odenwaldbahn, zwischen Wiebelsbach-Heubach und Erbach | 1892                  | 11190 DDB  |
| Höchst im Odenwald / Bismarckstraße 9                                                         | Fachwerkhaus                                   | Bismarckstraße 9 LageFlur: 2, Flurstück: 54/1 | Villenartiges Fachwerkgebäude aus der Jahrhundertwende | 19./20. Jh.           | 11191 DDB  |
|                                                                                               |                                                | Centallmenweg 12 LageFlur: 1, Flurstück: 475/11 | | 1717                  | 11192 DDB  |
|                                                                                               |                                                | Eckgasse 8/10 LageFlur: 1, Flurstück: 147/2 und 149 | |                       | 11193 DDB  |
|                                                                                               |                                                | Eckgasse 14 LageFlur: 1, Flurstück: 145/5 | | 1774                  | 11194 DDB  |
| Höchst i.Odw. / Eisenbahnbrücke über das Tal der Hetschbach                                   | Eisenbahnbrücke                                | Eisenbahn, Ziegelhüttenweg, Hetschbach, Groß-Umstädter Straße LageFlur: 1, 2, 3, Flurstück: 145/1, 273/24, 658/15, 658/16, 660/9, 665/16, 720/7, 720/8 | Eisenbahnbrücke für die ehemalige Strecke von Höchst nach Aschaffenburg über das Tal der Hetschbach, 110 m lang, 17 m hoch | 1911                  | 952676 DDB |
| Höchst im Odenwald / Inschriftenstein am Haus in der Elisabethenstraße 8 „Clos Stu(m)pf 1579“ | Sachteil: Inschriftenstein                     | Elisabethenstraße 8 LageFlur: 1, Flurstück: 302/1 | Inschriftenstein: „Clos Stu(m)pf 1579“ | 1579                  | 11195 DDB  |
| Höchst i.Odw. / Fischbrunnen in der Erbacher Straße                                           | Laufbrunnen                                    | Erbacher Straße 9, Erbacher Straße LageFlur: 1, Flurstück: 661/86                                                                                      | Neugotischer Brunnen mit vier Delphinen als Wasserspeier | 1863                  | 11197 DDB  |
|                                                                                               |                                                | Erbacher Straße 9/11 LageFlur: 1, Flurstück: 327/4 | |                       | 11198 DDB  |
|                                                                                               |                                                | Erbacher Straße 10/12 LageFlur: 1, Flurstück: 380/1 und 381/1                                                                                          | |                       | 11199 DDB  |
| Höchst i.Odw / Erbacher Straße 13                                                             | Fachwerkhaus                                   | Erbacher Straße 13 LageFlur: 1, Flurstück: 328/4 | Zweistöckiges Fachwerk-Wohnhaus | 1619                  | 11200 DDB  |
| Höchst im Odenwald / Erbacher Straße 14, ehemals Gasthaus „Zum Hirsch“                        | Sachteil: Wirtshausschild                      | Erbacher Straße 14 LageFlur: 1, Flurstück: 379/2 | Verschindeltes Fachwerkhaus. Wirtshaus „Zum Hirsch“ mit Hofreite und überbauter Einfahrt. |                       | 11201 DDB  |
| Höchst im Odenwald / Erbacher Straße 15                                                       | Fachwerkwohnhaus                               | Erbacher Straße 15 LageFlur: 1, Flurstück: 337/2 | Zweistöckiges Fachwerkwohnhaus | um 1700               | 11202 DDB  |
| Höchst im Odenwald / Erbacher Straße 16/18                                                    |                                                | Erbacher Straße 16/18 LageFlur: 1, Flurstück: 377/2, 378/2                                                                                             | Verkleidetes Fachwerkwohnhaus mit nachträglich überbauter Toreinfahrt |                       | 11203 DDB  |
| Höchst im Odenwald / Erbacher Straße 17                                                       | Fachwerkhaus                                   | Erbacher Straße 17 LageFlur: 1, Flurstück: 338/1 | Zweistöckiges, schmales Fachwerkhaus | 1714                  | 11204 DDB  |
| Höchst im Odenwald / Erbacher Straße 25                                                       | verschindeltes Fachwerkhaus                    | Erbacher Straße 25 LageFlur: 1, Flurstück: 455/4 | Zweistöckiges Fachwerkhaus, verschindelt | 1800/20               | 11205 DDB  |
|                                                                                               |                                                | Erbacher Straße 28 LageFlur: 8, Flurstück: 42/6 | |                       | 11206 DDB  |
|                                                                                               |                                                | Erbacher Straße 60 LageFlur: 1, Flurstück: 444 | |                       | 11207 DDB  |
| Höchst i.Odw. / Bahnhofstraße                                                                 | Gesamtanlage Bahnhofstraße                     | Gesamtanlage Lage | Die Straße wurde gleichzeitig mit der Bahntrasse als Verbindung zwischen Bahnhof und dem Ort neu angelegt und zwischen 1872 und 1900 bebaut. Die außergewöhnliche Breite der Fahrbahn, die Bebauung durch ein- bis zweistöckige Villen und die Bepflanzung mit Platanen prägen bis heute den einheitlichen Charakter der Straße. | 1872 bis 1900         | 11180 DDB  |
| Höchst im Odenwald / Erbacher Straße                                                          | Gesamtanlage Erbacher Straße                   | Gesamtanlage Lage | |                       | 11181 DDB  |
| weitere Bilder                                                                                | Gesamtanlage Klosterhügel                      | Gesamtanlage Lage | |                       | 11826 DDB  |
| Höchst i.Odw. / Sockelsteine des ehemaligen Galgens                                           | Sockelsteine des Galgens                       | Im Galgenberg LageFlur: 10, Flurstück: 52 | Vom einstigen Galgen der Zent Höchst sind nur noch zwei von drei Sockelsteinen vorhanden. |                       | 11215 DDB  |
| Höchst i.Odw. / Evangelische Kirche                                                           | Evangelische Pfarrkirche                       | Kirchberg 1 LageFlur: 1, Flurstück: 1/1 | Mittelalterliche Wehrkirche. Aus dieser Zeit ist der Kirchturm erhalten. Das Langhaus wurde nach der Reformation 1566–68 neu errichtet. | um 1200               | 11208 DDB  |
| weitere Bilder                                                                                | Ehemaliges Augustinerinnenkloster und Propstei | Kirchberg 2/3 LageFlur: 1, Flurstück: 2/4 und 10/2 | |                       | 11209 DDB  |
| Höchst im Odenwald / Schwanenstraße 21                                                        | Fachwerkhaus                                   | Schwanenstraße 21 LageFlur: 1, Flurstück: 200/1 | Hofanlage mit einem zweigeschossigen Fachwerk-Wohnhaus | zweite Hälfte 18. Jh. | 746395     |
| Höchst im Odenwald / Judenfriedhof                                                            | Judenfriedhof                                  | Unterm Forst LageFlur: 12, Flurstück: 176 | Der Judenfriedhof von Höchst liegt am Waldrand unweit der Landstraße nach Brensbach | 1898/99               | 11214 DDB  |
|                                                                                               |                                                | Wilhelminenstraße 5 LageFlur: 1, Flurstück: 152/2 | | um 1810               | 11211 DDB  |
|                                                                                               |                                                | Wilhelminenstraße 15 LageFlur: 1, Flurstück: 157/2 | |                       | 11212 DDB  |
| Höchst i.Odw. / Ziegelhüttenweg 45                                                            | Fachwerkhaus in Höchst, ehemalige Ziegelei     | Ziegelhüttenweg 45 LageFlur: 1, Flurstück: 91/4 | Einstöckiges Fachwerkhaus, ehemals eine Ziegelhütte | vor 1800              | 11213 DDB  |

### Hummetroth
| Bild            | Bezeichnung      | Lage                                        | Beschreibung | Bauzeit | Objekt-Nr. |
| --------------- | ---------------- | ------------------------------------------- | ------------ | ------- | ---------- |
|                 |                  | Im Wäldchen 3 LageFlur: 1, Flurstück: 123   |              |         | 11231 DDB  |
| Bild gesucht BW | Sachteil: Keller | Zum Sportplatz 9 LageFlur: 1, Flurstück: 60 |              |         | 11233 DDB  |

### Pfirschbach
| Bild | Bezeichnung | Lage                                               | Beschreibung                 | Bauzeit | Objekt-Nr. |
| ---- | ----------- | -------------------------------------------------- | ---------------------------- | ------- | ---------- |
|      |             | Am Besenberg 1 LageFlur: 1, Flurstück: 97          |                              | 1890    | 11252 DDB  |
|      |             | Im Eck 3 LageFlur: 1, Flurstück: 40/2              | Ältestes Haus in Pfirschbach |         | 11253 DDB  |
|      |             | Pfirschbacher Straße 25 LageFlur: 1, Flurstück: 37 |                              |         | 11254 DDB  |

## Abgegangene Kulturdenkmäler
| Bild            | Bezeichnung | Lage                                                            | Beschreibung               | Bauzeit | Objekt-Nr. |
| --------------- | ----------- | --------------------------------------------------------------- | -------------------------- | ------- | ---------- |
| Bild gesucht BW |             | Annelsbach, Annelsbacher Tal 39/41 LageFlur: 1, Flurstück: 20/3 | ...wurde 1996 abgebrochen. |         | 11218      |
| Bild gesucht BW |             | Schwanenstraße 9 LageFlur: 1, Flurstück: 262                    |                            |         | 11210      |